# Michael Toshiyuki Uno
Michael Toshiyuki Uno (geb. vor 1982) ist ein US-amerikanischer Film- und Fernsehregisseur.

## Biografie
Uno wurde angeheuert, um Fernsehprogramme wie Alfred Hitchcock Presents (das Remake der Serie, die 1985 begann), China Beach, The Outsiders, Early Edition und Dawson’s Creek zu filmen. Uno leitete auch die Filme The Silence, The Washing und Tatort Schlafzimmer. Er wurde 1982 für den Film The Silence gemeinsam mit Joseph Benson für einen Oscar in der Kategorie „Bester Kurzfilm“ nominiert.
Seit 2002 unterrichtet Uno an der USC School of Cinema Television. Er ist auch Gründungsmitglied des Independent Directors Committee der Directors Guild of America. Derzeit ist er an der Produktion von unabhängigen Dokumentarfilmen, Drehbüchern für Fernseh- und Spielfilme sowie an der Entwicklung dieser Projekte beteiligt.
Im Januar 2008 spielte Michael Uno einen Kung-Fu-Meister in einem Werbespot für William Shatner Priceline.

## Filmografie (Auswahl)
- 1982: The Silence (Kurzfilm)
- 1987: Home Fires (Fernsehfilm)
- 1988: The Wash
- 1991: Without Warning: The James Brady Story (Fernsehfilm)
- 1992: Erbitterte Jagd (Fugitive Among Us; Fernsehfilm)
- 1993: Tödliche Sucht (Blind Spot; Fernsehfilm)
- 1994: Hölle auf Erden – Der Fall Laurie Kellogg (Lies of the Heart: The Story of Laurie Kellogg; Fernsehfilm)
- 1995: Tatort Schlafzimmer (Dangerous Intentions; Fernsehfilm)
- 1996: Hilfeschreie aus dem Jenseits (Buried Secrets; Fernsehfilm)
- 1999: Rache hat ein Gesicht (A Face to Kill for; Fernsehfilm)